# Liuixalus romeri
Liuixalus romeri is een kikker uit de familie schuimnestboomkikkers (Rhacophoridae). De soort werd voor het eerst wetenschappelijk beschreven door Malcolm Arthur Smith in 1953.
Het was lange tijd de enige soort uit het geslacht Liuixalus, dat pas in 2008 werd erkend. De soort behoorde eerder tijd tot het geslacht Philautus en later tot Chiromantis. De soortaanduiding romeri is een eerbetoon aan John D. Romer.
Liuixalus romeri is endemisch in China en komt uitsluitend voor op een aantal eilanden van Hongkong. Over de biologie en levenswijze is verder niets bekend.
Beddomixalus · 
Chiromantis · 
Feihyla · 
Ghatixalus · 
Gracixalus · 
Kurixalus · 
Liuixalus · 
Mercurana · 
Nasutixalus · 
Nyctixalus · 
Philautus · 
Polypedates · 
Pseudophilautus · 
Raorchestes · 
Rhacophorus · 
Taruga · 
Theloderma